# The High Kings
The High Kings és un grup de folk irlandès format a Dublín el 2008. La banda està formada per Finbarr Clancy, Brian Dunphy i Darren Holden. El juny de 2016 el grup havia publicat quatre àlbums d'estudi, dos àlbums en directe i dos DVD en directe. Els seus tres primers àlbums d'estudi van aparèixer en el número tres o més en la llista mundial de música de Billboard, els dos primers van ser platí a Irlanda i tots els seus àlbums es van publicar a Irlanda.
Després del llançament del seu primer àlbum, el nou grup va passar d'un format molt sofisticat a una posada en escena més natural. El seu tercer àlbum "Friends for Life" conté cançons tradicionals irlandeses, així com algunes cançons originals. Des dels inicis de la banda, The High Kings ha recorregut Irlanda, els Estats Units i Europa en múltiples ocasions. Entre tots toquen fins a tretze instruments durant les seves actuacions. El lema del grup és "Folk 'n Roll", i el seu cant es destaca especialment per les seves harmonies. Tot i que canten majoritàriament cançons tradicionals irlandeses, també són coneguts per cantar arranjaments de cançons d'altres gèneres.